# Ludwig Blum

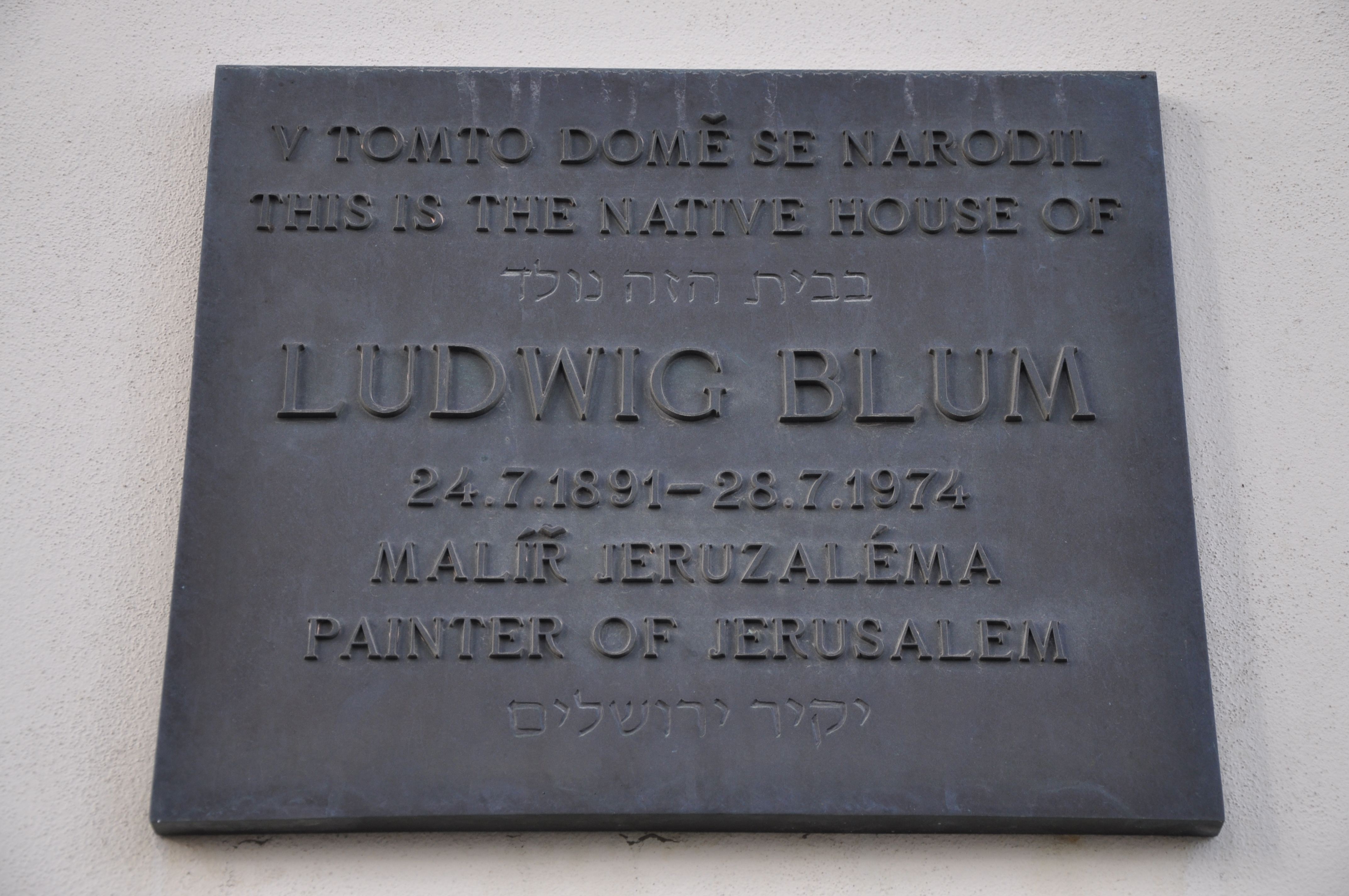
Pamětní deska v Brně-Líšni na domě, kde se Ludwig Blum narodil

Ludwig Blum (24. července 1891 Líšeň – 28. července 1974 Jeruzalém) byl izraelský malíř původem z Líšně u Brna. Studoval na akademiích výtvarného umění ve Vídni a Praze, a v roce 1923 natrvalo přesídlil do mandátní Palestiny (dnešního Izraele), kde se usadil v Jeruzalémě. Vypracoval se na světově uznávaného malíře a vystavoval v galeriích po celém světě.

## Život
Narodil se v Líšni (od roku 1944 součást Brna) do početné židovské rodiny – měl devět sourozenců. Otec Filipp Blum byl kupcem, matka Marie, rozená Kohnová. Po absolvování německého gymnázia v Brně studoval od roku 1911 malířství na Akademii výtvarných umění ve Vídni pod vedením Davida Kohna. Kvůli vypuknutí první světové války byl povolán do rakousko-uherské armády, v níž obdržel sedm řádů za statečnost. Studia tak dokončil až v roce 1920 na Akademii výtvarných umění v Praze u profesora Franze Thieleho. Během svých studií vedl pražský židovský sportovní klub Makabi.
V letech 1920 až 1923 absolvoval nezávislá studia v Amsterdamu, Haagu, Paříži, Londýně, Florencii a Madridu. Byl horlivým sionistou a v roce 1923 přesídlil do britské mandátní Palestiny, kde se usadil v Jeruzalémě, čímž si splnil jeden ze svých životních snů. O rok později měl svou první výstavu v Davidově věži, která je součástí jeruzalémských hradeb. V témže roce se oženil s Dinou Mayerovou původem z Německa, s níž měl později dvě děti. Svou novou vlastní byl okouzlen a maloval krajinu, města, život v kibucech a občas portréty (například Moše Dajana, Williama Flinderse Petrieho či Abdalláha I.). Jeho ústředním motivem však byl Jeruzalém.
Roku 1925 měl první výstavu v Československu a několik dalších následovalo až do roku 1938. Vystavoval i v řadě jiných evropských států. Na zakázku vytvořil řadu maleb, například pro nizozemské ministerstvo vzdělání či augustiniánský Starobrněnský klášter (pohled z Olivetské hory na biblický Jeruzalém o rozměrech 2×8 metrů, vystavený v roce 1937 na Světové výstavě v Paříži). Vypracoval se na světově uznávaného malíře své doby.
Zatímco Blum holocaustu životem v mandátní Palestině unikl, jeho sourozenci s rodinami nikoliv. V roce 1946 navíc během Noci mostů zahynul jeho dvacetiletý syn Elijahu, který byl členem elitních úderných jednotek Palmach. Sám Blum pak během izraelské války za nezávislost v roce 1948 plnil strážní povinnost, dělal náčrtky a maloval na frontách. V následujících letech vystavoval svá díla v galeriích po celém světě.
V roce 1968 mu bylo uděleno ocenění Jakir Jerušalajim (významný občan Jeruzaléma), přičemž této pocty se mu dostalo jako jednomu z prvních obyvatel města. Zemřel roku 1974 ve věku 83 let v den Tiš'a be-av a je pohřben na hřbitově Har ha-Menuchot.
Roku 1995 proběhla výstava jeho děl i v České republice, a to v Moravské galerii v Brně a v Galerii Franze Kafky v Praze. V roce 2000 byla na jeho rodném domě v Pohankově ulici v Brně-Líšni odhalena pamětní deska.

## Galerie

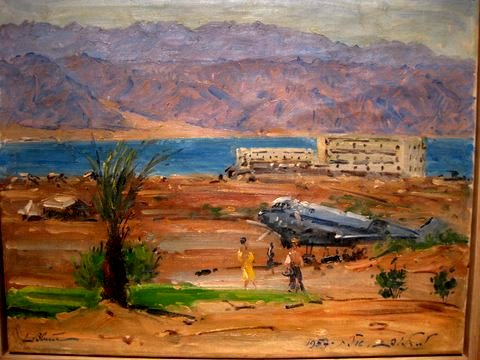
Letiště v Ejlatu, (1957)
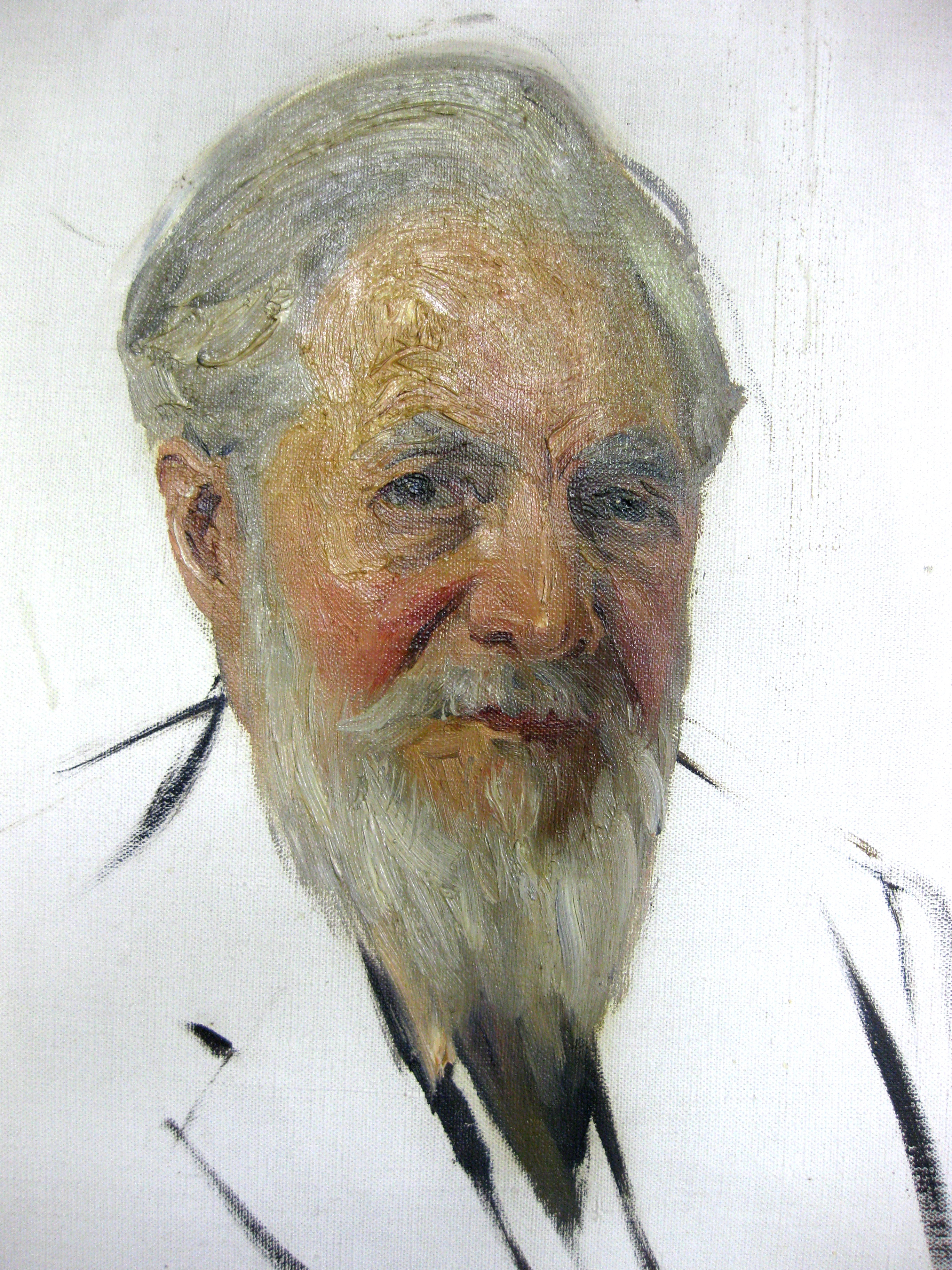
portrét Williama Matthew Flinders Petrie (1937)
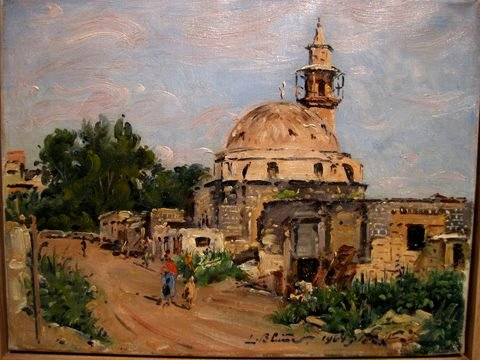
Mešita v Tiberias (1964)
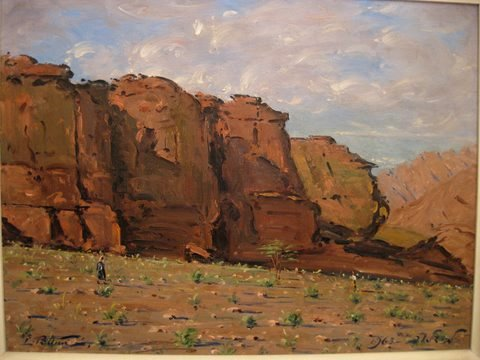
Šalamounovy sloupy (1961)
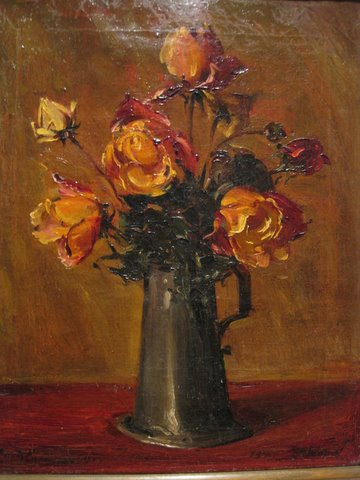
Zátiší - Růže ve váze (1944)
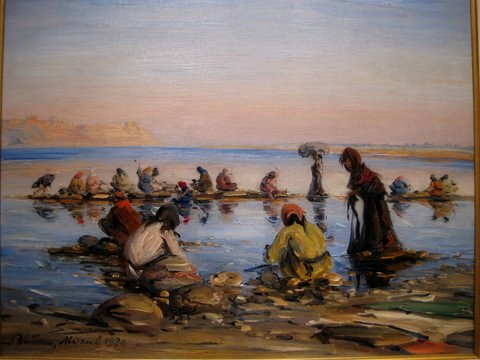
Ženy peroucí oblečení v řece Tigris, Mosul (1930)
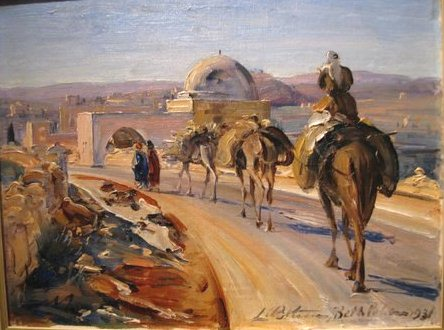
Ráchelin hrob u Betléma, (1931)